# Nikolai Baturin
Nikolai Baturin (5 agosto 1936 – 16 maggio 2019) è stato un romanziere, drammaturgo e illustratore estone.

## Biografia
Suo padre era un pescatore. Dopo aver frequentato la scuola superiore fu impegnato con il servizio militare per 5 anni ai campi del Mar Caspio.
Oltre ai suoi romanzi, ha scritto poesie, saggi e sceneggiature. Inoltre ha illustrato personalmente i propri libri.
Le sue opere sono state tradotte in ucraino, russo e lituano.